# 28488 Gautam
28488 Gautam è un asteroide della fascia principale. Scoperto nel 2000, presenta un'orbita caratterizzata da un semiasse maggiore pari a 2,3030795 UA e da un'eccentricità di 0,0480130, inclinata di 9,23203° rispetto all'eclittica.